# إدوارد ويليام أورورك
إدوارد ويليام أورورك (بالإنجليزية: Edward William O'Rourke)‏ هو كاهن كاثوليكي أمريكي، ولد في 31 أكتوبر 1917 في إلينوي في الولايات المتحدة، وتوفي في 29 سبتمبر 1999 في بيوريا في الولايات المتحدة.